# Departamento de Negócios Estrangeiros e Comércio

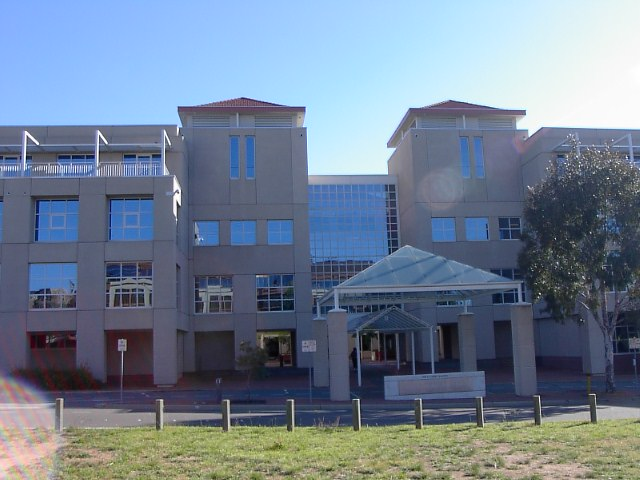
O prédio sede do departamento.

O Department of Foreign Affairs and Trade (DFAT) é um departamento do governo da Austrália implicado em fazer avançar os interesses da Austrália e dos seus cidadãos a nível internacional. Ele gerencia as relações externas e políticas comerciais, e é responsável perante os ministros dos Negócios Estrangeiros e do Comércio. Em 2021, o departamento tinha um orçamento de $3.4 bilhões de dólares, o equivalente a 0,22% do rendimento nacional bruto.